# Dongbao
Dongbao är ett stadsdistrikt och säte för stadsfullmäktige i Jingmen i Hubei-provinsen i centrala Kina.